# Ferida crònica
Una ferida crònica és una ferida que no cura en un conjunt ordenat d'etapes i en un període previsible com ho fan la majoria de les ferides; Les ferides que no cicatritzen en tres mesos sovint es consideren cròniques. Les ferides cròniques semblen detenir-se en una o més de les fases de la guarició de les ferides. Per exemple, les ferides cròniques sovint romanen en fase inflamatòria durant massa temps. Per superar aquesta situació i iniciar el procés de curació, cal abordar una sèrie de factors, com ara la càrrega bacteriana, el teixit necròtic i l'equilibri d'humitat de tota la ferida. En les ferides agudes, hi ha un equilibri precís entre la producció i la degradació de molècules com el col·lagen; a les ferides cròniques aquest equilibri es perd i la degradació té un paper massa important.
És possible que les ferides cròniques no guareixin mai o poden trigar anys a fer-ho. Aquestes ferides poden causar als pacients un estrès emocional i físic greu i crear una càrrega financera important per als pacients i per a tot el sistema sanitari.
Les ferides agudes i cròniques es troben als extrems oposats d'un espectre de tipus de guarició de les ferides, que progressen cap a la curació a diferents ritmes.